# Conférence de Fontainebleau (1946)
Pour l’article homonyme, voir Conférence de Fontainebleau (1600).
La conférence de Fontainebleau est une conférence entre le gouvernement français et le Viêt-minh qui s’est tenue à l’été 1946 à Fontainebleau (Seine-et-Marne) en vue de trouver une solution au conflit et à l'indépendance du Viêt Nam. Elle fait suite aux accords Hô-Sainteny de mars de la même année.

## Déroulement
Ouverte le 6 juillet 1946 en présence d’Hô Chi Minh qui dirige la délégation viêt-minh, elle est suspendue le 1er août 1946 la délégation vietnamienne refusant d’admettre l’ouverture d’une conférence des pays du sud de l’Indochine à Dalat ce même jour. Ho Chi Minh profite de cette suspension pour rencontrer le général Leclerc juste rentré à Paris du Viêt Nam pour prendre ses nouvelles fonctions en Afrique du Nord.
Elle se termine brusquement sur un échec le 12 septembre avec des positions inconciliables sur l’intégration du Viêt Nam dans l’Union française et sur l’unité des trois « Ky » (en vietnamien), « Bac Ky » (Tonkin), « Trung Ky » (Annam) et « Nam Ky » (Cochinchine), avec un référendum en Cochinchine. En effet, alors que le Tonkin et l'Annam sont des protectorats, la Cochinchine est une colonie, riche, que partis politiques français et coloniaux voudraient conserver, car c'est le grenier à riz du pays et le centre de production du caoutchouc naturel. Or, pour les communistes vietnamiens, il est hors de question que la province reste aux Français, même temporairement. Hô Chi Minh quitte la France après avoir signé un modus vivendi sans grande conséquence, car il ne fait que prévoir la réunion d'une autre conférence à une date à déterminer. Hô a toutefois insisté sur un tel document afin de ne pas « revenir les mains vides » au Vietnam.
L'échec de la Conférence marque la fin des négociations entre la France et le Viet Minh et le début d'un engrenage amenant à la reprise des hostilités. Le 23 novembre la marine française bombarde le quartier indigène de Haïphong ; le 19 décembre le Viet Minh attaque le quartier français de Hanoï, puis se replie sur la frontière chinoise entre Caobang et Thaï Nguyen.